# 王和卿
王和卿（?—?），元朝大名人，鐘嗣成《錄鬼簿》稱其為王和卿學士，元曲創作者，零星事跡見於陶宗儀《輟耕錄》，王和卿曾與關漢卿有過互動。其流傳至今的散曲有二十一首、套數一套、兩套殘套。